# Metamorfoze
Metamorfoze ali Preobrazbe so epska pesnitev rimskega pesnika Ovida, ki obsega nekaj več kot 12.000 verzov. Delo je pesnik zaključil nekoliko pred izgnanstvom leta 8. n. št., objavil pa naj bi ga s pomočjo prijatelja.

## Vplivi na nastanekMetamorfoz
Metamorfoze obsegajo 15 knjig, sestavljenih iz 12.000 heksametrov. Pri pisanju je najverjetneje sledil teoretičnim načelom helenistične pesniške šole oziroma njegovemu vodilnemu predstavniku Kalimahu, ki je zagovarjal, da je se je potrebno izogibati obravnavi splošno znanih tem (kot npr. trojanske vojne), ampak je potrebno posegati po še neznanih in odmaknjenih lokalnih mitih.
Kljub mnogim epskim potezam pa v Metamorfozah ni mogoče govoriti o enotnem epu, temveč o vencu epizod, ki jih povezuje ideja nenehnega presnavljanja, spreminjanja in preobražanja. Prvi zametki, ki govorijo o preobrazbi prvotnega kaosa v urejen kozmos ter v povezavi s tem tudi o drugih manjših metamorfozah, so znani že iz Kalimahove pesnitve Aitia (Vzroki, Početki), pojavljajo pa se tudi pri drugih Ovidovih predhodnikih. Z razliko pa ti niso govorili o nepretrganem razvoju, kot je to opaziti v Metamorfozah.

## Vsebinska zgradba
Metamorfoze so sestavljene iz 246 kratkih zgodb, ki izhajajo iz znamenitih mitičnih bajk, manj znanih lokalnih pripovedk, herojskih epizod, helenističnih epilijev, starodavnih pravljic, podeželskih idil, dramatičnih monologov, pustolovskih novel in bogovskih himn.
Pesnik pa v svojo pesnitev ne vnaša le grške in italske mitologije, temveč tudi prvine predgrškega, egejskega, maloazijskega in orientalskega bajeslovja.
V Metamorfozah tako ločimo dva tipa zgodb:
- v enih pripoveduje lirski subjekt (primarne zgodbe),
- v drugih zgodbo pripoveduje eden izmed junakov (sekundarne ali uokvirjene zgodbe).

### Od kaosa do Avgusta
Metamorfoze prikazujejo kozmični razvoj od začetka stvarstva (npr. Devkalion in Pira) do Ovidovega časa, in sicer do preobrazbe Julija Cezarja v žareč komet na nebu ter opevanja cesarja Avgusta.
Na samem začetku (I. in II. knjiga) prevladujejo kozmične metamorfoze, ki predstavljajo začetni kaos, stvarjenje sveta in človeka. Te zgodbe spominjajo na najstarejše zgodbe Svetega pisma in druge podobne zgodbe, ki so bile razmahnjene pri narodih Bližnjega vzhoda. V Metamorfozah lahko torej zasledimo tudi pripoved o kaznovanju pregrešnega ljudstva z vesoljnim potom, kjer se uspeta rešiti le Filemon in Bavkida.
V nadaljevanju začne pesnik opisovati zgodbe, v katerih prevladuje ljubezen bogov do smrtne ženske ali nimfe (Apolon in Dafna, Zevs in Io, Zevs in Evropa). V prvih dveh knjigah pa zasledimo tudi zgodbo o Faetontu, Helijevem sinu, ki umre v poskusu, da bi peljal očetov voz.
III. knjiga predstavlja rojstvo grških junakov. Ti ohranijo pomembno vlogo tudi nadaljnje (v IV., V. in VI. knjigi), čeprav v ospredje ponovno prihajajo bogovi. Med najznamenitejše epizode tukaj uvrščamo Dionizove in Perzejeve prigode ter ugrabitev Perzefone.
Medejo in argonavte srečamo na začetku VII. knjige, v naslednji knjigi pa sledimo dogajanju na Kreti, kjer Tezej ubije Minotavra in Ikar ponesrečeno strmoglavi v morje. V IX. in X. knjigi sta protagonista Heraklej in Orfej, ki opeva številne bajke, med njimi tudi zgodbo o Pigmalionu. Trojanski vojni pa sta posvečeni XI. in XII. knjiga, kjer so prisotne tudi druge zgodbe.
V zadnjih treh knjigah se pesnik vse bolj bliža svoji domovini in svojemu času ter tako pripoveduje zgodbe o italskih junakih, kot so Enej, Romul, Numa … Delo pa Ovid zaključi s prošnjo bogovom, naj za dolgo obvarujejo cesarja Avgusta.

## Stilne značilnosti
V stilni strukturi Metamorfoz se prepletajo romantične in baročne, impresionistične, burleskne, patetične ter humoristične prvine. Impresionizem se v Metamorfozah odraža v podrobnih opisih predmetnosti, po drugi strani pa se pesnitev s pretiranim naštevanjem detajlov in izrazitim poudarjanjem potez približa manierizmu oziroma tistemu, kar kasneje pojmujemo kot barok in rokoko.

## Idejno ozadje
Preobrazbo Metamorfoz je pesnik poskušal utemeljiti s pitagorejskim naukom o selitvi duš (metempsihozi), kjer duše po smrti ne umrejo, ampak se selijo iz enega telesa v drugega in se tako presnavljajo iz ene oblike v drugo.
Poleg pitagorejstva so v pesnitvi prisotni tudi vplivi stoiške filozofije. Ti se kažejo že v prvotni preobrazbi kaosa v urejen kozmos, ki nosi izrazito panteistični vzdih, saj se bog identificira z naravo, razumsko silo (ki uravnava dogajanje v naravi) in praognjem (ki je prvotni vzgib in počelo vsega svetovnega dogajanja).
Na Ovida je od številnih stoiških filozofov najmočneje vplival Pozejdonij iz Rodosa, ki je učil, da se v svetu spreminjajo samo oblike, substanca stvari pa ostaja vseskozi enaka. In tako tudi v Metamorfozah ohranjajo bitja po preobrazbi svoje prvotne karakterne lastnosti (tako npr. Dafna tudi po preobrazbi v lovor ohrani svojo prvotno svežino).

## Odmevi v svetu

### Svetovna književnost
Ovid je s svojimi deli vplival že na Juvenala, Marciala, Stacija in druge pesnike pozne antike. Pomembno mesto pa je našel tudi v srednjem veku, predvsem v 12. in 13. stoletju, v času t. i. "Ovidove dobe". Posebno priljubljene so bile v tem obdobju njegove Metamorfoze, ki so veljale za nekakšen priročnik antične mitologije, za "Bibilijo poganov". Tam so snovi odkrili mnogi pesniki srednjeveških mitografskih pesnitev in avtorji viteških romanov. Večina ljubezenskih zgodb iz teh romanov se naslanja na Ovidove vzore, kar lahko opazimo tudi pri največjem francoskem srednjeveškem romanopiscu Chrétienu de Troyesu.
Ovidove Metamorfoze so svoje mesto našle ne le na latinskem Zahodu, ampak tudi na grškem Vzhodu, in sicer v Bizancu. To delo je namreč v grščino skupaj z Ovidovimi Heroidami okrog leta 1300 prevedel bizantinski menih in učenjak Maksim Planudes. Njegove prevode so kasneje na Zahodu uporabljali kot priročnik pri pouku grščine.
Tudi v renesansi Ovidova popularnost ni usahnila. V Angliji je iz Metamorfoz snovi za svoje drame črpal William Shakespeare. Zamisel o svoji najslavnejši tragediji Romeo in Julija naj bi Shakespeare našel prav v Ovidovi obdelavi mita o Piramu in Tizbi. Sledovi Ovidovega vpliva pa so vidni tudi v Miltonovem epu Izgubljeni raj, zlasti v opisih kaosa, stvarjenja sveta, raja, greha in vesoljnega potopa.
Iz Metamorfoz so črpali tudi mnogi znani pesniki, kot so: Luis de Camões, Pedro Calderón de la Barca, Lope de Vega, pa tudi Ludovico Ariosto. V Franciji se navdušenje za Ovida ni poleglo vse do francoske revolucije, saj so na Francoskem nastajala razna fiktivna ljubezenska pisma po zgledu Heroid in travestije Metamorfoz.
Kot deček pa je Metamorfoze z zanimanjem prebiral Johann Wolfgang von Goethe, kjer je tudi sam našel vzore za svoja dela iz antične mitologije. Leta 1785 je namreč anonimno natisnil pesem Prometej, antiko in moderno pa je združil v Faustu, kjer se Faust sreča s Heleno iz Šparte.
Oboževanje Ovida je prekinila šele romantika, a še to ne popolnoma. V tem času ga je namreč odkrila Rusija. Predvsem ga je cenil Aleksander Sergejevič Puškin, ruski dekabristi pa so v sibirskem izgnanstvu svojo usodo radi primerjali z Ovidovim izgnanstvom v mesto Tomi.

### Likovna in kiparska umetnost
Podobe iz Metamorfoz so že v antiki krasile stene hiš v Pompejih in mozaike v podeželskih dvorcih. V srednjem veku so jih klesali v kamen, rezljali v slonovino, risali v rokopise ali vezli v tapiserije. Tako so na primer vrata slovite stolnice v Chartresu iz 12. stoletja okrašena z motivi iz Metamorfoz, prav tako se Ovidovim zgodbam ni mogel upreti niti nemški cesar Friderik Veliki, ki je v svojo palačo Sanssouci povabil francoske umetnike, da so mu dvorec okrasili z antičnimi podobami.
Pri motivih iz Metamorfoz so se navdihovali tudi veliki umetniki iz časa renesanse, kot so: Rafael, Tizian, Correggio, Tintoretto, Peter Paul Rubens. Med kiparji pa je potrebno omeniti Berninija, ki je po Ovidovem zgledu izdelal dve svoji najznamenitejši skulpturi, in sicer Apolon in Dafne in Ugrabitev Prozerpine.

### Opera
Metamorfoze pa so povezane tudi z začetki evropske opere. Tako je že prvi znani libertisti, Ottavio Rinuccini, napisal svoje librete po vzoru iz Metamorfoz. Kasneje so mu pri tem sledila predvsem Christoph Willibald Gluck in Claudio Monteverdi.

## Odmevi na Slovenskem

### Književnost
Ovid je eden prvih antičnih pesnikov, ki je prodrl v naše kraje. Tako je že v 16. stoletju neki Georg Leonberg iz Regensburga v latinskih heksametrih zložil opis presihajočega Cerkniškega jezera. Pri pisanju se je najverjetneje zgledoval po opisu Ovidovega vesoljnega potopa, saj so številni verzi dobesedno povzeti iz Metamorfoz.
V razsvetljenstvu je mitološko snov za svoje delo uporabil Feliks Anton Dev, ki je v svojih Pisanicah od lepeh umetnosti izdal kratko opereto o Belinu oz. Heliosu (gr. Apolon). Do osrčja antike pa je slovensko književnost popeljal France Prešeren, čeprav po antičnih motivih ni ravno veliko posegal. Tukaj lahko omenimo slovitega Prometejevega kragulja, ki poetu kljuje srce.
Josip Stritar je napisal drami Orest in Medeja, k antičnim zgodbam pa se je iz krščanskega sveta umikal tudi Stane Kregar. Mitom je sledil prav tako Anton Vodnik, ki je ustvaril motiv srečanja med Orfejem in znova oživljeno Evridiko. Antičnih motivov se je dotaknil tudi Božo Vodušek. Prometeji so partizani oz. slovenski rod in človeštvo na sploh, ki smo si ukradli ogenj z neba, zato zdaj vsak zase dogorevamo v vesoljnem požaru.
Zanimiva je tudi podoba Smoletove Antigone, ki nosi sporočilo v duhu francoskega eksistencializma. Na poseben način pa antične mite pojmuje Gregor Strniša. Njegov Odisej ni več simbol potovanja, nemira in pričakovanja, temveč samo še stanje eksistence, kjer je kot v grških pramitih vse razdvojeno.
Ovidove Metamorfoze pa so navdihnile tudi slovensko koreografinjo in režiserko Baro Kolenc, ki je leta 2011 predstavila premiero igre Lov. Gre za prvo predstavo v nizu petih, v katerih želi s pomočjo Metamorfoz nakazati na nekatera temeljna vprašanja sodobnega človeka.

### Druge upodobitve
Na odkritje Ovidovih Metamorfoz je na Slovenskem odločilno vplival Janez Vajkard Valvazor, ki je v svojem dvorcu Bogenšperk leta 1680 tiskal grafike za to delo. V obdobju baroka so motivi iz Metamorfoz zajeli večino slovenskih baročnih dvorcev. Antične poslikave so krasile stopnišča in sobane, priljubljeni pa so bili tudi antični kipi in zbirke slik.
Tako Ovida med drugim najdemo v izolski palači Besenghi degli Ughi, katere strop krasijo iluzionistične poslikave božanstev in drugih podob iz antične mitologije, v viteški dvorani Posavskega muzeja Brežice in Dvorcu Štatenberg.
Na Slovenskem je izpod dleta Francesca Robbe nastal znameniti kip Narcisa, ki se ogleduje v vodi. Flamske tapiserije z Ovidovo motiviko pa lahko še danes najdemo na Ptujskem gradu. V slikarstvu velja omeniti Janeza Šubica, ki je na primer upodobil Medejo ter Orfeja in Evridiko.

## Freske iz Dvorca Štatenberg in palače Besenghi degli Ughi
| Freska miru in štirih elementov | Element ognja | Element zraka | Dedal žaluje za mrtvim sinom |
| ------------------------------- | ------------- | ------------- | ---------------------------- |
|                                 |               |               |                              |

## Zanimivosti

### Hvalnice cesarju Avgustu
Ovidova pesnitev vsebuje veliko hvalnic cesarju Avgustu (ode cesarju so najizrazitejše v zgodbi o Apolonu in Dafni in v verzih XV. knjige), s čimer se je poskušal pesnik prikupiti imperatorju, da ga ne izžene iz Rima. Ne glede na to so bili vsi Ovidovi poskusi zaman, saj ga je cesar leta 8 n. št. pregnal v mesto Tomi (Črno morje).

### Antropomorfizacija bogov
Ovid se v svojih Metamorfozah od pojmovanja bogov, ki človeka presegajo in krojijo njegovo usodo, že oddalji. Bogove opisuje kot ljudem enake in jim zato pripisuje tudi človeške lastnosti ter napake (antropomorfizacija). V  verzih je slutiti rahel pritajen humor, ki nakazuje pesnikovo skepso in distanco do preprostega ljudskega verovanja.

### Ludvik XIV. inMetamorfoze
Simbol Ludvika XIV. je bilo sonce, kar ga je povezovalo z bogom Apolonom. Zato so versajski dvorec in njegovi vrtovi polni kipov, ki so posvečeni ravno Apolonu. Poleg teh se nahajajo tudi kipi drugih mitoloških oseb, ki so nastali po zgledu iz Ovidovih Metamorfoz.

### Ovidova soba
V palači Palazzo Te v Mantovi se nahaja t. i. Ovidova soba, ki je posvečena utrinkom iz pesnikovih Metamorfoz. Med upodobitvami, ki so delo Anselma Guazzija in Agostina da Mozzanice, se nahajajo Apolon in Marsias, Dioniz, Apolon in Pan, Orfej v podzemlju in drugi.

### Metamorfozena vhodu Bazilike sv. Petra
Vatikansko Baziliko sv. Petra sestavlja pet vrat. Med temi so tudi t. i. Centralna vrata oziroma bronasta vrata, ki jih je izdelal Antonio Averulino, imenovan Filarete, med letoma 1439 in 1445, v  času papeža Evgenija IV. Poleg podob svetnikov, ki se nahajajo v šestih ločenih okvirjih, so na vratih upodobljene tudi nekakšne spirale, ob katerih se nahajajo različne miniaturne podobe, med katerimi je mogoče najti tudi upodobitve iz Ovidovih Metamorfoz.

### IzdajaMetamorfozna Slovenskem
Slovenska Narodna in univerzitetna knjižnica v Ljubljani med svojimi inkunabulami hrani tudi izdajo Ovidovih Metamorfoz iz leta 1493. Delo je bilo natisnjeno v Benetkah.